# David Brown (golfspelare)

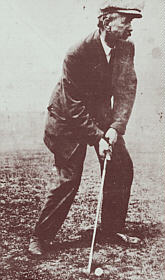
David Brown.

David "Deacon" Brown, född 9 maj 1861, död 8 juli 1936, var en skotsk golfspelare.
Brown arbetade som takläggare men var även en begåvad golfspelare. 1886 arbetade han i Musselburgh när The Open Championship skulle spelas där. John Anderson, dåvarande ordförande i Musselburgh Club, bjöd in Brown till tävlingen och gav honom även korrekta kläder för ändamålet. Brown chockade proffsspelarna genom att vinna tävlingen. Han blev därefter själv professionell golfspelare. 
Brown flyttade till England för att bli klubbprofessional på Malvern Club. Han spelade i The Open regelbundet och placerade sig ofta högt i resultatlistorna. Vid sekelskiftet flyttade han till Boston i USA. 1903 delade han förstaplatsen i US Open med Willie Anderson efter de ordinarie rundorna, men förlorade i särspelet.
Brown var aktiv på aktiemarknaden men förlorade en stor del av sin förmögenhet vid Wall Street-kraschen 1929. Han återvände då till Musselburgh där han avled påföljande år.
| Majorsegrare genom tiderna                                                                                    |              |             |                |                  |
| 200 olika spelare har vunnit i herrarnas majortävlingar. David Brown var den 12:e spelaren som vann en major. |              |             |                |                  |
| 1:a | 11:e         | 12:e        | 13:e           | 200:e            |
| Willie Park Sr                                                                                                | Jack Simpson | David Brown | Willie Park Jr | Louis Oosthuizen |
| Lista över golfens majorsegrare                                                                               |              |             |                |                  |